# Emmanuel Daniel
Emmanuel Daniel (17 de dezembro de 1993) é um futebolista profissional nigeriano que atua como goleiro, atualmente defende o Enugu Rangers.

## Carreira
Emmanuel Daniel fez parte do elenco da Seleção Nigeriana de Futebol nas Olimpíadas de 2016.